# Уличная еда в Таиланде

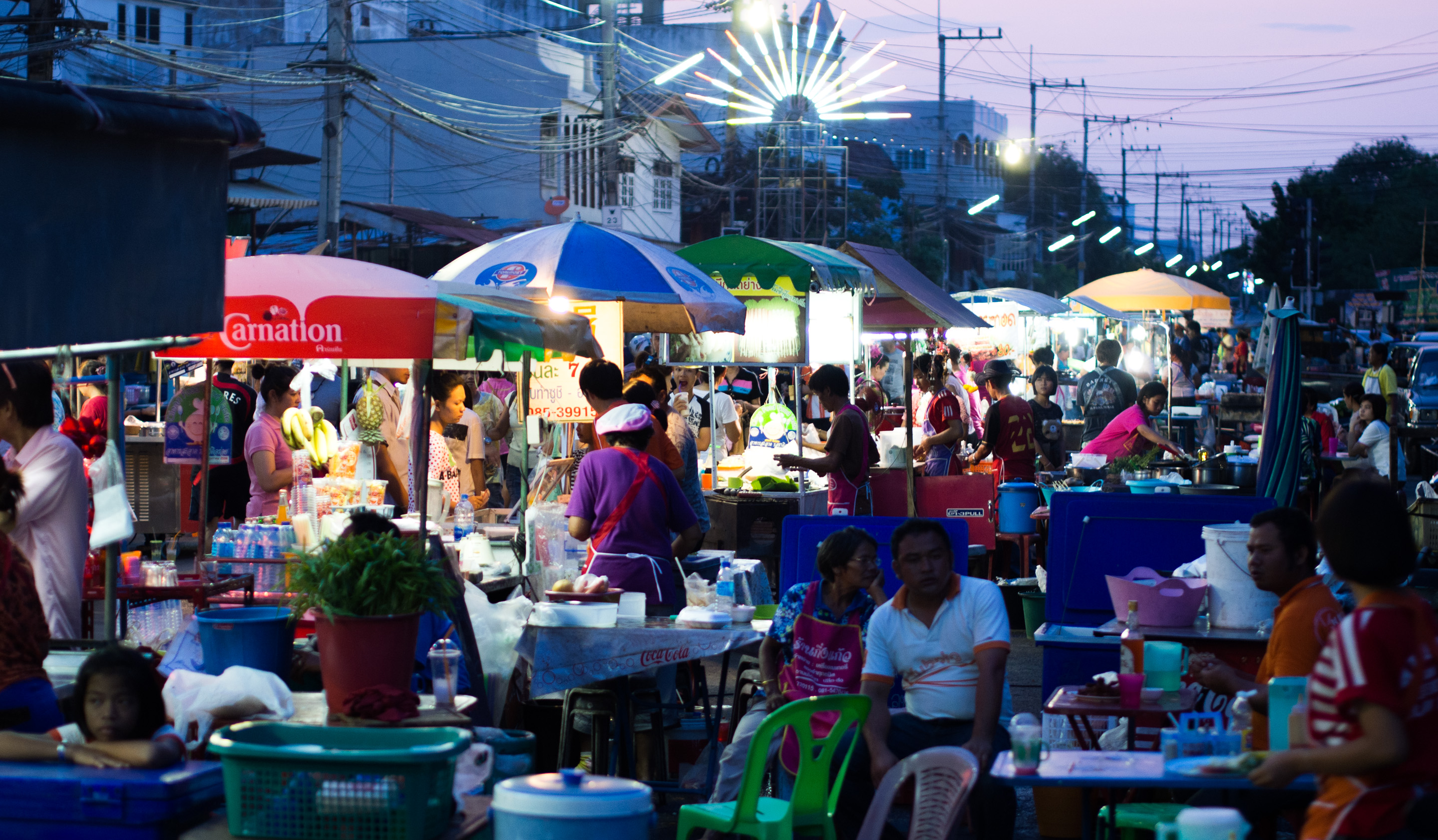
Оживленная улица в Ясотхоне. Фестиваль ракет

Уличная еда в Таиланде охватывает множество разнообразных и ярких предложений готовых к употреблению блюд, закусок, фруктов и напитков. Все это продаётся уличными торговцами или продавцами в продуктовых лавках, а также с тележек на улицах Таиланда. 
Блюда тайской уличной кухни популярны среди туристов, так как представляют тайские кулинарные традиции. 

## Характеристики
Тайцы едят много закусок в течение дня, и большую часть этих блюд едят на улице. Возможно, именно поэтому культура уличной еды в Таиланде развивалась так динамично и интересно.
Вряд ли в Таиланде можно найти традиционное тайское блюдо, которое не продается уличным торговцем или на рынке Таиланда. Некоторые торговцы и кулинары специализируются только на одном или двух блюдах, другие предлагают большое меню, которые могут соперничать с ресторанами. Некоторые кулинары продают только предварительно приготовленные блюда, другие готовят еду на заказ. Блюда, которые изготавливаются на заказ, как правило, быстрого приготовления: картофель фри с рисом, кафрао му (пряная баклажанная жареная свинина) или флат хана (обжаренный жареный гайлан), быстро приготовленные карри, такие как pladuk phat phet (сом, обжаренная с красной пастой карри).
Фуд-корты и продовольственные рынки предлагают для продаж уличные ларьки, как заранее изготовленные, так и на выполненные заказ. Вечером и ночью торговля ведется с уличных киосков и передвижных ларьков на парковках и вдоль оживленных улиц.

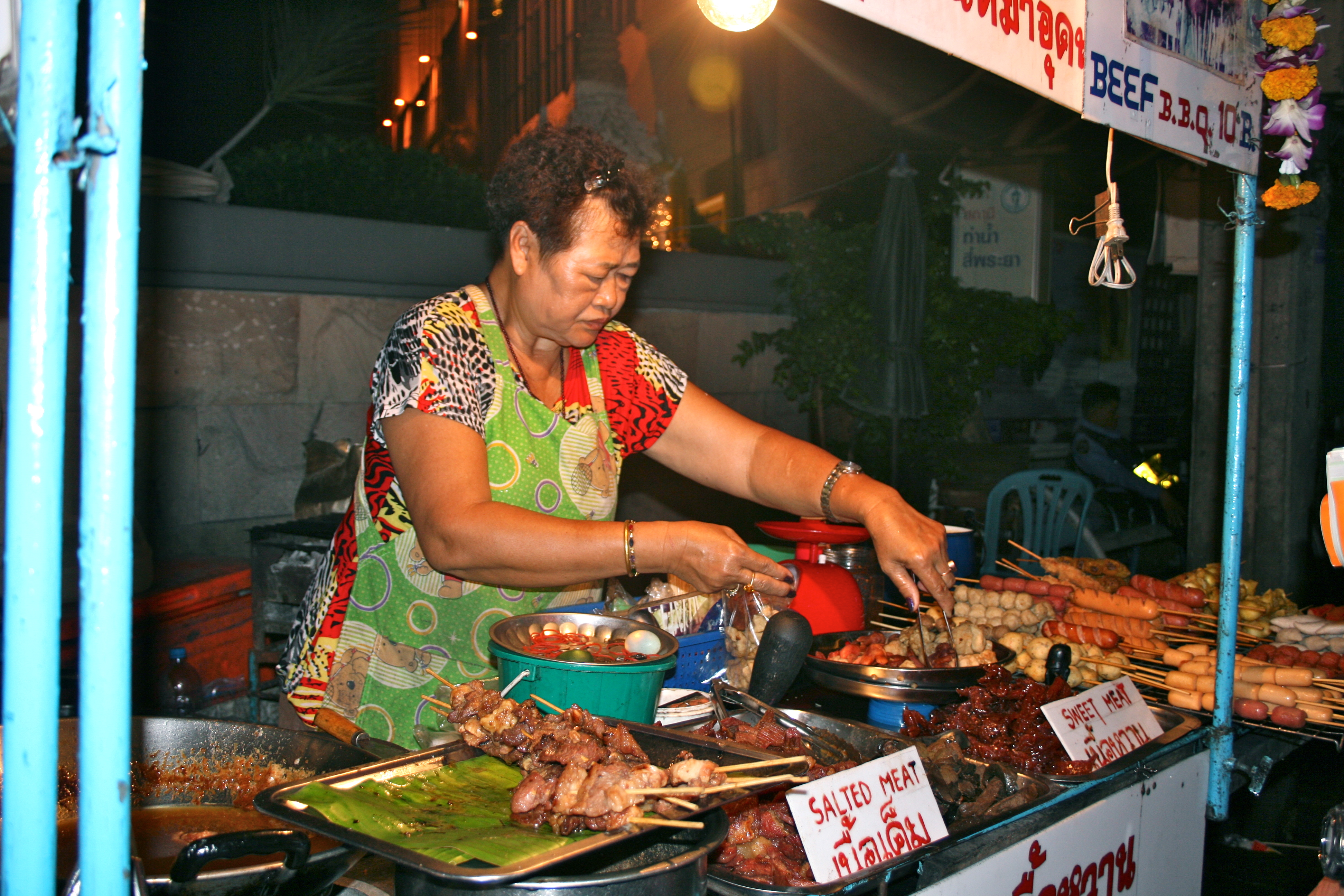
Продавцы, продающие жареное мясо вдоль улиц в Бангкоке

Продовольственные рынки в Таиланде представляют собой большие открытые залы со стационарными прилавками.
Блюда продающиеся на «плавучих рынках» Таиланда, как правило, предлагаются заранее приготовленными. Многие люди идут туда покупать еду на работу или для дома. Тайский рынок заполнен разнообразными блюдами, приготовленными из риса, сладостями и фруктами. Все это аккуратно упаковано в пластиковые мешки или пищевые контейнеры, чтобы покупатели могли поделиться пищей с коллегами на работе или дома в семье. Многие блюда похожи на те, что тайцы готовят дома, поэтому это хорошее место, чтобы поделиться кулинарным опытом.
Бангкок считается одним из лучших мест для уличной еды, город славится разнообразием предложений и обилием уличных торговцев, поэтому кухня Таиланда является одной из самых разнообразных кухонь в мире.
Продавцы Бангкока не имеют себе равных по количеству и разнообразию, продавая все, от свежих фруктов, таких как желтые сочные дыни и папайя, до маринованного мяса, приготовленного на гриле на деревянных шампурах. Лучшими местами, где можно попробовать уличную еду, являются Чайна-таун, Тонг Лор (Thong Lor) и рынок Лунг Перм (Loong Perm) на севере города. Он полон известных блюд из лапши, приготовленных как суп, либо из мясных и рыбных ингредиентов. Помимо лапши здесь можно найти курицу на пару с рисом или омлет с устрицами.

## История

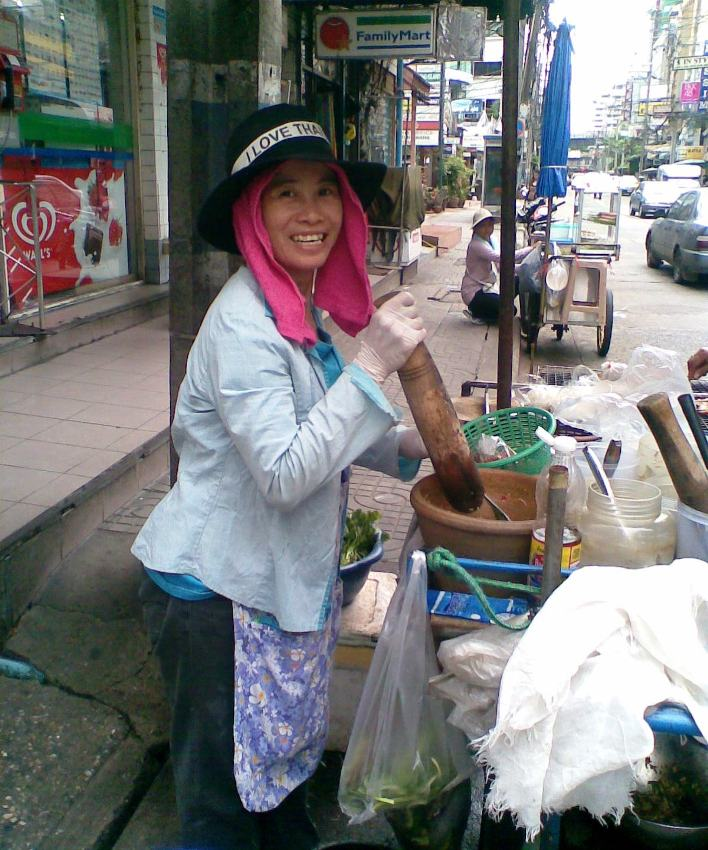
Сом там (салат из зелёной папайи) — популярная уличная еда в Таиланде

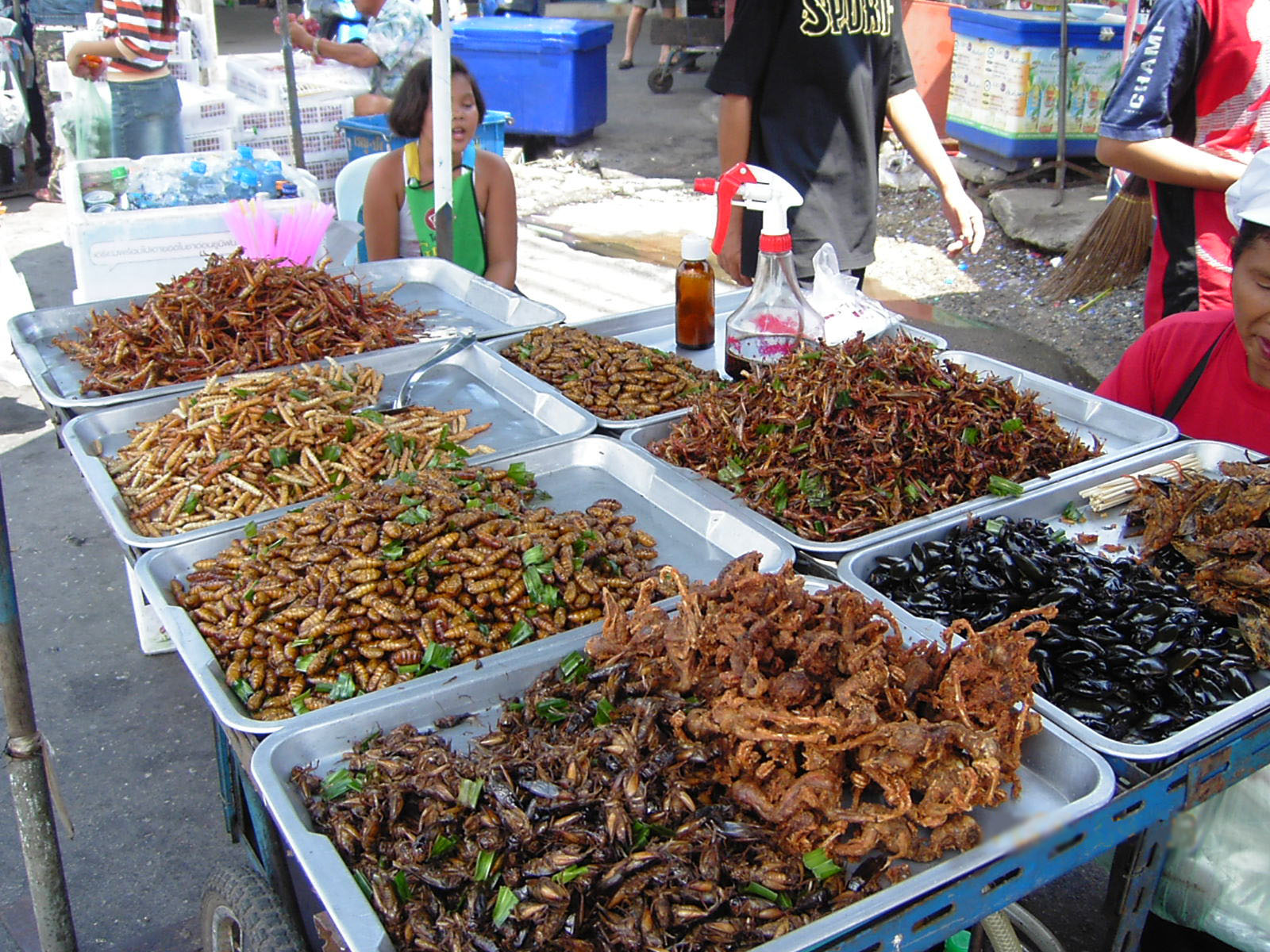
Жареных насекомых продают в Таиланде, как уличную еду

Традиционно, тайские блюда готовятся ежедневно домохозяйками каждой тайской семьи. Однако, продажа продуктов занимает нишу различных продуктовых ингредиентов, фруктов и традиционных деликатесов, предлагаемых на лодках по каналам («плавучий рынок»). Так в Таиланде торговали ещё со времен государства Аюттии (1350—1767). Плавучий рынок продуктов питания в Таиланде на реках и каналах функционирует на протяжении двух столетий. Тем не менее, с началом XX века король Король Рама V стимулировал переход торговли на сушу. 
До начала 1960-х годов уличная еда не была столь популярна, как ныне. Уличную культуру питания стимулировал стремительный рост городского населения в стране. 
Распространению уличной культуры питания способствовали как из внутренние, так и внешние факторы: тайский образ жизни и его богатыми кулинарными традициями, быстрая урбанизация последнего десятилетия открыла широкие возможности в секторе общественного питания, особенно в городских районах. Спрос на уличное питание подогревается и туристами.
В Бангкоке домохозяйка, которая кормит семью продуктами от уличного продавца называется «домохозяйка полиэтиленовой сумки», это название происходит от того, что продавцы упаковывают продукты питания в пластиковые пакеты.

## Кухня

### Блюда
Популярным продуктом уличного питания является лапша. Она подается, как отдельное блюдо: блюдо из лапши Пад-Тай; Рат На — лапша с говядиной, свининой или курицей и овощами, с подливкой; блюда Рад На, Пхат Си-Ио — плоская лапша, лапша с темным соевым соусом, овощами, мясом и перцем чили. Популярны супы из лапши в китайском стиле, жареная лапша и тайская рисовая лапша (chanom chin), которая подается с различными тайскими карри.
Почти повсюду в Таиланде едят Тайм (зелёный салат из папайи) и липкий рис, который продается в ларьках и придорожных магазинах. Рис широко употребляется в пищу вместе с жареной курицей. Из других известных блюд популярны «Tom yum kung» (кислый креветочный суп), Khao phat (жареный рис), различные виды карри. 
Японские чикува и немецкие колбасы также продаются в Бангкоке.
В большинстве городов и поселков продаются сладкие роти (тонкое плоское обжаренное тесто с начинкой, такой как банан, яйцо и шоколад).

### Закуски
Сладкие закуски, собирательно называемые «Ханом», такие как «Тако» (кокосовый крем-желе), «Хан Люди» (кокосовый торт) и «Хан Вун» (ароматизированные желе) можно видеть на больших подносах в застекленных витринах. Другие сладости, такие как «khanom bueang» и «khanom khrok», производятся на заказ.
По вечерам передвигаемые  уличные киоски на скутерах с боковым прицепом проезжают мимо покупателей. Популярными блюдами «kap klaem», продаваемыми мобильными продавцами, являются жареные продукты — кальмары, высушенные на солнце, мясо на шампурах или жареные колбаски. 
Очищенные и нарезанные фрукты также продаются с уличных тележек, их продают на блюдах со льдом, чтобы сохранить свежесть. Салапао —  приготовленные булочки с мясом или сладкой фасолью — являются тайской версией китайских баоцзы; эти булочки широко продаются мобильными продавцами. 
Уличная еда в Таиланде предлагает покупателям и экзотические деликатесы; среди них разные виды съедобные насекомых.